# Judaïsme religieux-national

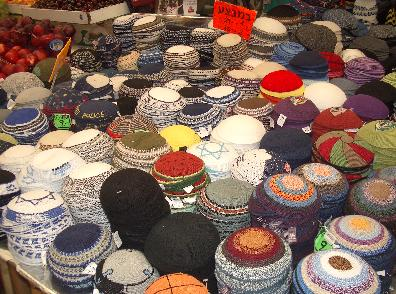
Kippot srougot en vente sur le marché de Jérusalem

Le judaïsme religieux-national (hébreu : דתי-לאומי, dati leoumi) est un courant du judaïsme combinant une pratique assez similaire à celle du judaïsme orthodoxe moderne à une idéologie sioniste réinterprétée à travers l'héritage juif traditionnel (Torah, Talmud, etc.) Il est fortement prévalent en Israël, comportant également des adhérents aux États-Unis. 
On les reconnaît en Israël à leurs kippot crochetées (kippot srougot), par lesquelles ils sont généralement surnommés. Les ashkénazes de ce courant prient souvent avec un livre de Rite sfard et ont abandonné la prononciation ashkénaze traditionnelle de l'hébreu.
Les Juifs religieux-nationaux forment le principal pôle du sionisme religieux, l'autre étant représenté par les Chardal.